# کسل کرشرز
کسل کرشرز (انگلیسی: Castle Crashers) یک بازی ویدیویی دوبعدی بازی ویدئویی پهلو-پیمایش هک اند اسلش ساخته شده توسط دی بهیموت است. نسخهٔ ایکس‌باکس ۳۶۰ آن در ۲۷ اوت ۲۰۰۸ میلادی از طریق ایکس‌باکس لایو آرکید منتشر شد. نسخهٔ پلی‌استیشن ۳ آن در آمریکای شمال در ۳۱ اوت ۲۰۱۰ و ۳ نوامبر ۲۰۱۰ در اروپا توسط پلی‌استیشن نتورک منتشر شد. نسخهٔ مایکروسافت ویندوز و مک‌اواس، منحصر به استیم، در ۲۶ سپتامبر ۲۰۱۲ منتشر شد. این بازی در دنیای خیالی قرون وسطایی روی می‌دهد که یک جادوگر تاریک کریستالی افسانه‌ای را دزدیده و چهار شاهزاده را اسیر کرده است. چهار شوالیه توسط پادشاه منصوب شده‌اند که شاهزاده‌ها را نجات دهند، کریستال را باز بیابند و جادوگر را به عدالت بسپارند. بازی شامل آهنگ‌هایی است که توسط اعضای نیوگراندز ایجاد شده است.